# Liste kantonaler Volksabstimmungen des Kantons Freiburg
Die Liste kantonaler Volksabstimmungen des Kantons Freiburg zeigt die Volksabstimmungen des Kantons Freiburg von 2000 bis 2019.

## Abstimmungen

### 2010–2019
| Datum      | Titel der Vorlage | Anteil Ja-Stimmen | Resultat   |
| ---------- | --- | ----------------- | ---------- |
| 10.06.2018 | Aus- und Umbau der Kantons- und Universitätsbibliothek Freiburg                                                                       | 81,01 %           | Angenommen |
| 04.03.2018 | Verfassungsinitiative "Transparenz bei der Finanzierung der Politik"                                                                  | 68,52 %           | Angenommen |
| 04.03.2018 | Dekret vom 17. November 2017 über einen Verpflichtungskredit für die Sanierung und den Ausbau des Kollegiums Heilig Kreuz in Freiburg | 80,05 %           | Angenommen |
| 21.05.2017 | Gesetz vom 9. September 2016 über die Gebäudeversicherung, die Prävention und die Hilfeleistungen bei Brand und Elementarschäden      | 52,95 %           | Angenommen |
| 09.02.2014 | Bau eines neuen Gebäudes für die Fachhochschule Freiburg für Soziale Arbeit und die Hochschule für Gesundheit Freiburg                | 72,28 %           | Angenommen |
| 09.02.2014 | Bau eines Polizeigebäudes | 61,07 %           | Angenommen |
| 25.11.2012 | Änderung des Energiegesetzes | 49,25 %           | Abgelehnt  |
| 15.05.2011 | Förderung der Gemeindezusammenschlüsse (GZG)                                                                                          | 72,86 %           | Angenommen |
| 07.03.2010 | Beitritt des Kantons Freiburg zur Interkantonalen Vereinbarung über die Harmonisierung der obligatorischen Schule                     | 61,09 %           | Angenommen |
| 07.03.2010 | Interkommunaler Finanzausgleich | 76,19 %           | Angenommen |

### 2000–2009
| Datum      | Titel der Vorlage                                                                     | Anteil Ja-Stimmen | Resultat       |
| ---------- | ------------------------------------------------------------------------------------- | ----------------- | -------------- |
| 27.09.2009 | Gesetz über die Ausübung des Handels                                                  | 42,29 %           | Abgelehnt      |
| 08.02.2009 | Gesetzesinitiative "Gerechte Steuerrückerstattung für alle"                           | 43,30 %           | Abgelehnt      |
| 08.02.2009 | Beitrag des Staats an die Gemeinden für die Einführung des zweiten Kindergartenjahres | 71,75 %           | Angenommen     |
| 30.11.2008 | «Passivrauchen und Gesundheit»                                                        |                   |                |
| 30.11.2008 | - Initiative                                                                          | 54,91 %           | Angenommen     |
| 30.11.2008 | - Gegenvorschlag                                                                      | 63,29 %           | Angenommen     |
| 30.11.2008 | - Stichfrage                                                                          | 52,44 %           | Gegenvorschlag |
| 01.06.2008 | «Umgestaltung und Erweiterung des Kollegiums Gambach»                                 | 78,89 %           | Angenommen     |
| 01.06.2008 | «Gesetz zur Änderung des Gesetzes über das freiburgische Bürgerrecht»                 | 59,58 %           | Angenommen     |
| 24.09.2006 | Bau der Poyabrücke und des Poyatunnels                                                | 81,04 %           | Angenommen     |
| 25.09.2005 | Bau eines neuen Gebäudes für die Lehrwerkstätten Freiburg                             | 80,79 %           | Angenommen     |
| 25.09.2005 | Gesetz zur Änderung des Gesetzes über die Spielapparate und die Spielsalons           | 38,56 %           | Abgelehnt      |
| 05.06.2005 | Gesetz über die Ausübung des Handels                                                  | 61,11 %           | Angenommen     |
| 16.05.2004 | Neue Kantonsverfassung                                                                | 58,03 %           | Angenommen     |
| 18.05.2003 | Bau des Interkantonalen Gymnasiums der Region Broye                                   | 75,62 %           | Angenommen     |
| 18.05.2003 | Gesetz über die Ausübung des Handels                                                  | 49,26 %           | Abgelehnt      |
| 10.06.2001 | Bau der Umfahrungsstrasse von Bulle - La Tour-de-Trême                                | 67,51 %           | Angenommen     |
| 10.06.2001 | Rechtsform der Freiburgischen Elektrizitätswerke und ihrer Pensionskasse              | 59,53 %           | Angenommen     |